# Pedro Marset Campos
Pedro Marset Campos (ur. 11 września 1941 w Walencji, zm. 7 sierpnia 2024) – hiszpański polityk, lekarz, wykładowca akademicki, od 1994 do 2004 deputowany do Parlamentu Europejskiego IV i V kadencji.

## Życiorys
Absolwent medycyny i chirurgii, specjalizował się w zakresie psychiatrii. Objął katedrę historii medycyny na Uniwersytecie w Murcji. Pełnił funkcję dziekana wydziału medycyny tej uczelni. Zaangażował się w działalność Komunistycznej Partii Hiszpanii (PCE), a także koalicyjnej Zjednoczonej Lewicy. Obejmował różne stanowiska w strukturach tych ugrupowań.
W wyborach w 1994 i w 1999 uzyskiwał mandat posła do Parlamentu Europejskiego. Był członkiem Konfederacyjnej Grupy Zjednoczonej Lewicy Europejskiej i Nordyckiej Zielonej Lewicy. Pracowała w Komisji Spraw Zagranicznych, Praw Człowieka, Wspólnego Bezpieczeństwa i Polityki Obronnej. W PE zasiadał do 2004. Pozostał aktywnym działaczem partyjnym, był m.in. członkiem władz krajowych PCE.